# Heringia familiaris
Heringia familiaris är en tvåvingeart som först beskrevs av Matsumura 1918.  Heringia familiaris ingår i släktet gallblomflugor, och familjen blomflugor. Inga underarter finns listade i Catalogue of Life.